# هوش فرهنگی
هوش فرهنگی (انگلیسی: Cultural intelligence) به توانایی یک فرد برای عملکرد مؤثر در محیط‌های فرهنگی متنوع اشاره دارد. این مفهوم توسط استاد کریستوفر ارلی استاد مدرسه کسب‌وکار لندن و  سون آنگ استاد مدرسه بازرگانی نانیانگ، در سال ۲۰۰۳ در کتابی به همین نام معرفی شد.